# Love Wonderland
『Love Wonderland（ラヴ・ワンダーランド）』は、日本のバンド b-flower のメンバーである岡部亘（岡部わたる）のソロユニット Humming Toad のEP。1999年に自主レーベル Seeds Records  より発売された (SEEDS 004) 。

## 概要
全作曲、ヴォーカルおよびすべての楽器演奏を岡部が行った。なお、作詞はすべて b-flower の八野英史、ミックスは同バンドの宮大。
「長い間やりたかったことをついにやってしまった」とは岡部の弁。「最初にギターを弾いた曲もビートルズ。最初のドラムもビートルズ。最初にカセットMTR で自宅録音してみたのもビートルズ。ずっと、ビートルズみたいなバンドをやりたい、ジョン・レノンみたいになりたいと思ってた僕が、ビートルズみたいな CD を作ることができた」。

## 収録曲
1. ハミング・トードのテーマ
2. 1999 Xylitol Gum Company  
  - b-flower のアルバム『Paint My Soul』に、八野のヴォーカルによるバージョンが『2001 Xylitol Gum Company』として収録されている。
3. Love Wonderland
4. オハイオ超特急